# Лупу (Алба)
Лупу (рум. Lupu) насеље је у Румунији у округу Алба у општини Чергау. Oпштина се налази на надморској висини од 331 m.

## Становништво
Према подацима из 2002. године у насељу је живело 325 становника, од којих су сви румунске националности.